# گاما ماهی
گاما ماهی یک ستاره است که در صورت فلکی ماهی قرار دارد.